# Johan Laidoner
Johan Laidoner (Wieratz, 12 de febrero de 1884-Vladímir, 13 de marzo de 1953) fue una de las principales figuras de la historia de Estonia. Su más alto cargo fue el de Comandante en jefe del Ejército Estonio, una función que ejerció en los periodos de 1918-1920, 1924-1925 y 1934-1940.

## Educación
Laidoner nació en Wieratz, Livonia, entonces parte del Imperio ruso. De pequeño alternaba el trabajo en el campo en verano, con sus estudios en la escuela local durante el resto del año. En 1901 se alistó voluntario al ejército. Su primer destino fue en Kaunas, como miembro de un regimiento de infantería. En 1902 entró en la academia militar de Vilna, donde conoció a su futura esposa, llamada Maria y de origen polaco. En 1909 Laidoner continuó su educación militar ingresando en la Academia Militar Imperial Nicolás de San Petersburgo. 

## Carrera militar
Tras su graduación Laidoner consiguió el grado de teniente coronel en el Ejército Imperial Ruso y fue condecorado por este con siete medallas antes de su disolución.
Antes de la Primera Guerra Mundial Laidoner sirvió en Ereván, y durante la guerra en diversos frentes rusos, entre los que destacan los de Galitzia, Bielorrusia y el Cáucaso.
Laidoner volvió a Estonia y tomó el mando de la Primera División Estonia, que formaba parte del ejército nacional de independencia durante la Guerra de Independencia Estonia. En 1918 fue promocionado a Comandante en jefe de las Fuerzas Armadas Estonias, posteriormente a Mayor General. En 1919 estableció una academia militar estonia.
En 1920 ascendió a teniente general en el Nuevo ejército nacional. 
Tras renunciar a su puesto como comandante en jefe Laidoner presidió varios comités gubernamentales, incluido el Comité Olímpico Estonio. Representó también a Estonia en la Sociedad de Naciones, en la que fue un reconocido aislacionista incluso en asuntos como la expansión alemana y soviética. En 1924 Laidoner retomó su puesto de Comandante en Jefe y participó en el aplastamiento del intento de golpe de Estado comunista apoyado por la Unión Soviética, del 1 de diciembre.
En 1934, durante la Gran Depresión la liga de los libertadores (Vaps), un partido de extrema derecha compuesto principalmente de veteranos de la Guerra de Independencia (1918-1920), amenazó el orden político estonio con la convocatoria de un referéndum para la reforma de la constitución que convertía a Estonia en un régimen fascista. Para contrarrestar los esfuerzos de la liga, Laidoner volvió a recuperar su puesto de Comandante en jefe a petición del presidente Konstantin Päts, el cual había asumido los poderes de emergencia ante la aprobación por amplia mayoría de la constitución propuesta por el Vaps, pospuso indefinidamente las elecciones parlamentarias que se debían celebrar tras la aprobación del referéndum y junto a esta medida la congelación de toda actividad de los partidos políticos.

## Carrera política
En 1935, Laidoner y el presidente Konstantin Päts impulsaron la reforma constitucional a través del gobierno, para remodelar el Estado de acuerdo con un modelo presidencialista fuerte, argumentando la seguridad nacional. Muchos de los líderes del Vaps fueron encarcelados y Päts gobernó por decreto y las elecciones fueron suspendidas sin visos de volver a convocarlas. Aunque los dirigentes del Vaps fueron posteriormente liberados, Päts y Laidoner ya habían asegurado el futuro de su administración.
Entre las propuestas de reforma de Päts y Laidoner se encontraban la que introducía el entrenamiento militar en las universidades, y la que ponía restricciones a la libertad de expresión y la libertad de prensa. 
El 24 de febrero de 1939 Laidoner accedió al puesto de general.
En 1939, Laidoner saco adelante un plan para la modernización del equipamiento del ejército y el reclutamiento de más soldados en previsión de una inminente invasión extranjera. Cuando la Unión Soviética invadió Estonia el 17 de julio de 1940 Laidoner fue deportado a Rusia donde murió en 1953 en la prisión de Vladímir, cerca de la ciudad de Kirov.

## Reconocimiento
Durante su vida Laidoner recibió varias medallas en reconocimiento por su servicio y valor no sólo de Estonia, sino también de Gran Bretaña, Letonia, Finlandia, Francia, Polonia, Suecia y Alemania. Muchas de estas medallas fueron conservadas por el ejército estadounidense, tras haberlas sacado de la URSS, y devueltas formalmente a Estonia en 2004. 
En Viljandi se ha erigido un monumento en su honor.